# S&P Merval
S&P Merval es el principal índice del Mercado de Valores de Buenos Aires. Su nombre proviene del acuerdo alcanzado con el Dow Jones en el año 2019.
En ese mismo año, luego del acuerdo alcanzado se cambió la metodología y la composición del índice bursátil argentino. En el caso del índice S&P Merval, pasó a estar integrado solo por las 22 empresas argentinas de mayor ponderación en el índice.
Este índice mide el valor en pesos de una cartera de acciones que cotizan en la Bolsa de Comercio de Buenos Aires. El criterio de selección de estas acciones es en base al volumen operado y al número de transacciones en los últimos seis meses, bajo la condición necesaria de una negociación en al menos el 80% de las ruedas consideradas. El rebalanceo del Merval se hace
trimestralmente.
El índice fue desarrollado con un nivel base de $0,01 a fecha 3 de junio de 1986.

## Empresas que participan Panel Líder
Está compuesto por las siguientes 23 empresas que operan en el índice a marzo de 2025.
| Compañía                        | Símbolo              | Industria             | Capitalización (millones de dólares) | Valor de la acción en pesos (2024) |
| ------------------------------- | -------------------- | --------------------- | ------------------------------------ | ---------------------------------- |
| YPF                             | BCBA:YPFD NYSE: YPF  | Petróleo              | 15.580                               | 42.150                             |
| Grupo Financiero Galicia        | BCBA:GGAL            | Banca privada         | 10.480                               | 6.930                              |
| Banco Macro                     | BCBA:BMA             | Banca privada         | 6.050                                | 10.075                             |
| Telecom Argentina               | BCBA:TECO2 NYSE: TEO | Telecomunicaciones    | 5.480                                | 2.705                              |
| Pampa Energía                   | BCBA:PAMP NYSE: PAM  | Energía               | 4.800                                | 3.745                              |
| BBVA Argentina                  | BCBA:BBAR            | Banca privada         | 4.350                                | 7.550                              |
| Transportadora de Gas del Sur   | BCBA:TGSU2           | Gas natural           | 4.290                                | 6.060                              |
| Ternium                         | BCBA:TXAR NYSE: TX   | Siderúrgica           | 3.060                                | 720                                |
| Central Puerto                  | BCBA:CEPU NYSE: CEPU | Energía               | 2.010                                | 1.410                              |
| Aluar                           | BCBA:ALUA            | Aluminio              | 2.000                                | 759                                |
| Edenor                          | BCBA:EDN             | Electricidad          | 1.770                                | 2.080                              |
| Bolsas y Mercados Argentinos    | BCBA:BYMA            | Servicios financieros | 1.550                                | 433                                |
| Loma Negra                      | BCBA:LOMA            | Cemento               | 1.410                                | 2.515                              |
| Grupo Supervielle               | BCBA:SUPV            | Servicios financieros | 1.380                                | 3.215                              |
| Flow                            | BCBA:CVH             | Telecomunicaciones    | 1.240                                | 11.160                             |
| Transener                       | BCBA:TRAN            | Minería               | 835                                  | 2.000                              |
| Cresud                          | BCBA:CRES            | Agricultura           | 726                                  | 1.285                              |
| Holcim Argentina                | BCBA:HARG            | Cemento               | 596                                  | 1.735                              |
| Sociedad Comercial del Plata    | BCBA:COME            | Servicios financieros | 493                                  | 169                                |
| Mirgor                          | BCBA:MIRG            | Industria electrónica | 328                                  | 23.850                             |
| Transportadora de Gas del Norte | BCBA:TGNO4           | Gas natural           | 280                                  | 3.390                              |
| Banco de Valores                | BCBA:VALO            | Banca privada         | 277                                  | 351                                |
| Agrometal                       | BCBA:AGRO            | Maquinaria agrícola   | 59                                   | 53                                 |

## Empresas  panel general
| Símbolo | Compañía                              | Sector                   |
| ------- | ------------------------------------- | ------------------------ |
| AUSO    | Autopistas del Sol                    | Servicios                |
| BHIP    | Banco Hipotecario                     | Bancario                 |
| BOLT    | Boldt                                 | Tecnológico              |
| BPAT    | Banco Patagonia                       | Bancario                 |
| CADO    | Carlos Casado S.A.                    | Agropecuario             |
| CAPX    | Capex S.A.                            | Energética               |
| CARC    | Carboclor                             | Petróleo                 |
| CECO2   | Central térmica Costanera             | Energética               |
| CELU    | Celulosa                              | Industrial               |
| CGPA2   | Camuzzi Gas Pampeana                  | Energético               |
| CTIO    | Consultatio                           | Inmobiliario             |
| DGCU2   | Distribuidora de Gas Cuyana           | Energético               |
| DOME    | Domec S.A.                            | Fabricación de productos |
| DYCA    | Dycasa                                | Construcción             |
| ESME    | Bodegas Esmeralda                     | Alimenticio              |
| FERR    | Ferrum                                | Fabricación de productos |
| FIPL    | Fiplasto                              | Fabricación de productos |
| GAMI    | B-Gaming                              | Tecnológica              |
| GARO    | Garovaglio & Zorraquín                | Construcción             |
| GBAN    | Naturgy Ban                           | Energético               |
| GCLA    | Grupo Clarín                          | Multimedios              |
| GRIM    | Grimoldi                              | Fabricación de productos |
| HAVA    | Havanna                               | Alimenticio              |
| INTR    | Compañía Introductora de Buenos Aires | Químico                  |
| INVJ    | Inversora Juramento                   | Agropecuario             |
| LEDE    | Grupo Ledesma                         | Alimenticio              |
| LONG    | Longvie                               | Fabricación de productos |
| MOLA    | Molinos Agro                          | Alimenticio              |
| MOLI    | Molinos Río de la Plata               | Alimenticio              |
| MORI    | Morixe Hermanos S.A.C.I.              | Alimenticio              |
| MTR     | Matba-Rofex                           | Finanzas                 |
| OEST    | Grupo Concesionario del Oeste         | Servicios                |
| PATA    | La Anónima                            | Retail                   |
| PGR     | Phoenix Global Resources              | Energético               |
| POLL    | Polledo                               | Construcción             |
| RICH    | Laboratorios Richmond                 | Farmacéutico             |
| ROSE    | Instituto Rosenbusch                  | Veterinario              |
| SAMI    | San Miguel S.A.                       | Alimenticio              |
| SEMI    | Molinos Juan Semino                   | Alimenticio              |
| TGLT    | TGLT S.A.                             | Inmobiliario             |

## CEDEARS
| Símbolo | empresa       | Sector                |
| ------- | ------------- | --------------------- |
| AMZN    | Amazon        | Tecnológico           |
| AAPL    | Apple         | Tecnológico           |
| BABA    | Alibaba Group | Tecnológico           |
| C       | Citigroup     | Holding financiero    |
| DISN    | Disney        | Holding               |
| META    | Facebook      | Tecnológico           |
| GLOB    | Globant       | Tecnológico/ Software |
| GOLD    | Barrick Gold  | Minería               |
| GOOGL   | Google        | Holding tecnológico   |
| INTC    | Intel         | Tecnológico           |
| KO      | Coca Cola     | Consumo               |
| MCD     | McDonald's    | Consumo               |
| MELI    | Mercado Libre | Tecnológico           |
| MSFT    | Microsoft     | Tecnológico           |
| NFLX    | Netflix       | Tecnológico           |
| PBR     | Petrobras     | Energético            |
| TSLA    | Tesla         | Holding automotor     |

## Futuros de Índice Merval
En un acuerdo entre el Mercado de Valores de Buenos Aires y el ROFEX (Mercado a Término de Rosario S.A.) lanzaron conjuntamente la negociación del Futuro del índice Merval en octubre de 2015. Este acuerdo permaneció vigente hasta el mes de enero de 2018, cuando BYMA (Ex Mercado de Valores de Buenos Aires) decidió ponerle fin. La última posición negociada fueron los futuros del mes de junio de 2018.
Como respuesta a esto, el ROFEX (Rosario Future Exchange) lanzó propios futuros sobre el índice RFX20 (compuesto por acciones cotizantes del Merval) de su creación.

Dentro de sus principales usos, el futuro de Índice Merval ofrece la posibilidad de cobertura del riesgo de portafolios de acciones ante variaciones negativas en las cotizaciones, a través de la venta de futuros, como así también permite apalancar ganancias y arbitrarse. 

El activo subyacente del contrato de Futuro es el índice Merval.

Cada contrato está denominado, cotizado, negociado, registrado, ajustado y compensado en pesos. La cotización se realiza en puntos enteros del índice, es decir la variación mínima es de 1 peso. La unidad mínima de negociación es de un contrato de Futuro.

Se negocia para cuatro vencimientos por año, correspondientes a los meses de marzo, junio, septiembre y diciembre, lo que propicia la concentración del volumen en pocos vencimientos que a su vez coinciden con los momentos de rebalanceo del indicador.

El vencimiento y último día de negociación del contrato, corresponde al último día hábil del mes del contrato.
En cuanto a la forma de liquidación del contrato, no hay entrega física del producto índice Merval para los contratos que continuaren abiertos al final del último día de negociación. Estos se liquidan entregando o recibiendo, según corresponda, dinero en efectivo en pesos que cubra la diferencia entre el precio original del contrato y el precio de ajuste final.